# Piero Farulli
Piero Farulli (Firenze, 13 gennaio 1920 – Fiesole, 2 settembre 2012) è stato un violista italiano, molto attivo come quartettista (fu violista nel Quartetto Italiano) e come didatta di quartetto d'archi, oltre che del suo strumento.

## Biografia
Figlio di un calzolaio, ultimo di sei fratelli, il suo interesse per la musica nacque verso i quindici anni, dopo aver ascoltato il quartetto per archi La morte e la fanciulla  di Schubert, eseguito dal Quartetto Busch.

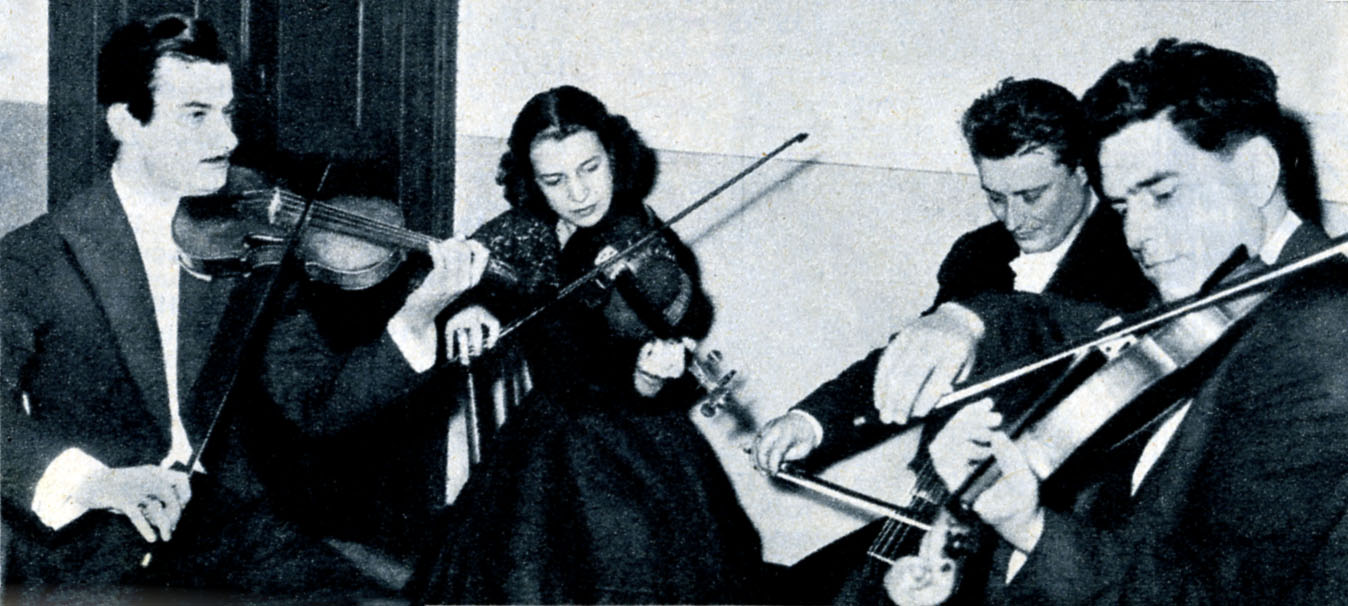
Il Quartetto italiano nel 1955 con Paolo Borciani, Elisa Pegreffi, Franco Rossi e Piero Farulli

Nel 1947 entrò a far parte del Quartetto Italiano, fondato due anni prima da Paolo Borciani, sostituendo Lionello Forzanti alla viola. Ha inizio così la sua brillante carriera di strumentista, che lo vedrà impegnato con il Quartetto Italiano fino al 1977, anno in cui gli subentrerà Dino Asciolla.  Nel 1974 aveva intanto fondato la Scuola di Musica di Fiesole. In seno alla scuola nascerà l'Orchestra Giovanile Italiana, un complesso impegnato a raccogliere giovani talenti neo-diplomati sotto la guida di direttori di prestigio. Il grande impegno profuso nella didattica lo vedrà ricoprire l'incarico di insegnante di quartetto presso l'Accademia Musicale Chigiana di Siena e di Gastprofessor di viola al Mozarteum di Salisburgo. Ha inoltre tenuto corsi di perfezionamento di quartetto d'archi presso i conservatori di Lucerna e di Losanna e presso la Scuola Reina Sofia di Madrid.
Ha intrapreso altre collaborazioni musicali di rilievo, con il Quartetto Amadeus, il Quartetto Alban Berg, il Quartetto Melos e con il Trio di Trieste. Nel 1983 ha fondato il Nuovo Quartetto, assieme a Carlo Chiarappa, Andrea Tacchi e Andrea Nannoni. Farulli era accademico effettivo dell'Accademia nazionale di Santa Cecilia.
È stato ripetutamente commissario di importanti concorsi internazionali, come il concorso di quartetto al Festival Internazionale Primavera di Praga, la Lionel Tertis International Viola Competition di Londra e il Concorso internazionale Čajkovskij di Mosca.
È morto il 2 settembre 2012, all'età di 92 anni.

## Premi e riconoscimenti
Farulli ha ricevuto il Premio Franco Abbiati della critica musicale italiana e il premio Massimo Mila, mentre in Spagna ha ricevuto il Premio Yehudi Menuhin a la Integración de las Artes y la Educación, su indicazione della Scuola Superiore di Musica Reina Sofia di Madrid. Ha ottenuto il Pegaso d'Oro straordinario della Regione Toscana nel giugno 2001, il Premio Speciale dell'Associazione Toscana–USA e la prima edizione del Premio speciale alla carriera della Fondazione Nino Carloni. Nel 2005 ha ritirato dalle mani di Carlo Azeglio Ciampi il Premio Nazionale Presidente della Repubblica, assegnato alla Scuola di Musica di Fiesole su indicazione dell'Accademia nazionale di Santa Cecilia.